# Casa Domènech i Estapà
La Casa Domènech i Estapà és un edifici situat al carrer de València, 241 de Barcelona, catalogat com a bé cultural d'interès local.

## Descripció
Aquest edifici entre mitgeres, de planta rectangular, consta de planta baixa i set pisos. S'organitza a través d'una escala comunitària en el centre de la parcel·la que dona accés als pisos.
La façana té una composició d'obertures asimètrica en quatre eixos verticals. L'eix d'obertures de l'esquerra està format per galeries de fusta que en recolzar-se l'una sobre l'altre formen un volum lleuger des de la planta primera fins a la cinquena. Els dos eixos centrals tenen balconeres i estan unides per un balcó corregut. Aquests eixos centrals tenen una excepció en la planta primera i la cinquena on apareix només una balconera dins d'un ornamentat arc de mig punt. L'eix de la dreta té balconeres geminades. La planta baixa té obertures rectangulars amb llindes on combina un arc escarser de pedra amb una llinda metàl·lica.
Sobre aquesta base de l'edifici, construïda en pedra, es recolzen les plantes pis amb parament de maó vist i emmarcaments de pedra i decoracions florals a les obertures.
Cal destacar l'aparell utilitzat per la realització d'aquesta fàbrica de maó; maó vermell col·locat per filades amb cada filada alterna sobresortint del pla de façana. Aquesta geometria accentua el joc d'ombres del parament i el diferencia dels llisos carreus de pedra. La coberta és plana, amb un terrat del qual surt un àtic prudencialment retirat de la façana.
L'interior reflecteix en bona part els criteris presents a la façana; cuidat treball dels elements de fusta com són les portes del vestíbul de clara influència modernista, per una banda, però austeritat en els revestiments i els colors per l'altra.
L'edifici s'adscriu al modernisme per l'estil de les formes dominants i les decoracions emprades. Malgrat la presència d'elements decorades amb formes vegetals típiques d'aquest estil, sobresurt una sobrietat en l'ús dels materials i colors poc usual en altres edificis.

## Història
Domènech i Estepà va comprar part d'un solar més gran que pertanyia a Evarist Juncosa (vegeu Casa Evarist Juncosa), i el 1908 va presentar el projecte a l'Ajuntament. Les obres van coincidir amb la construcció de la finca veïna, un projecte seu per a una associació benèfica.
Josep Domènech i Estapà es reservà per a habitatge particular l'entresol, en casar-se en segones núpcies amb Paulina Nadal.
En una data posteriorl, el fill de l'arquitecte, Josep Domènech i Mansana, hi va fer unes obres que van consistir en la remunta de dos pisos. Aquests funcionen visualment com un coronament de l'edifici, amb la presència d'un frontó modernista realitzat amb formes geomètriques de maó vist que tenen integrats plafons amb trencadís monocromàtic. Malgrat la importància de l'ampliació es va preservar la unitat estilística.